# Mount Fernie
Mount Fernie är ett berg i Kanada.   Det ligger i provinsen British Columbia, i den södra delen av landet, 3 000 km väster om huvudstaden Ottawa. Toppen på Mount Fernie är 2 210 meter över havet.
Terrängen runt Mount Fernie är bergig åt nordost, men åt sydväst är den kuperad. Trakten runt Mount Fernie är nära nog obefolkad, med mindre än två invånare per kvadratkilometer.. Närmaste större samhälle är Fernie, 4,1 km sydost om Mount Fernie.
I omgivningarna runt Mount Fernie växer i huvudsak barrskog.